# 小行星269
小行星269（269 Justitia）是一颗围绕太阳公转的小行星。1887年9月21日，約翰·帕利薩在维也纳描述了此天体。
該小行星以罗马神话中的正义女神朱斯提提亚命名。在希腊神话中，朱斯提提亚对应的正义女神是泰美斯，而小行星24司理星就是以泰美斯命名。
这颗小行星的绝对星等为9.7等。

## 相关條目
- 小行星列表/1-1000

## 外部連結
- Asteroid Lightcurve Database (LCDB) （页面存档备份，存于）, query form (info （页面存档备份，存于）)
- Dictionary of Minor Planet Names, Google books
- Discovery Circumstances: Numbered Minor Planets (10001)-(15000) （页面存档备份，存于） – Minor Planet Center
- 小行星269 at AstDyS-2, Asteroids—Dynamic Site
  - Ephemeris · Observation prediction · Orbital info · Proper elements · Observational info
- NASA JPL小天體瀏覽器上的小行星269

| 前一小行星： 小行星268 | 小行星列表 | 後一小行星： 小行星270 |